# Resnik (ort i Bosnien och Hercegovina, Federationen Bosnien och Hercegovina)
Resnik är en ort i Bosnien och Hercegovina.   Den ligger i entiteten Federationen Bosnien och Hercegovina, i den centrala delen av landet, 19 km väster om huvudstaden Sarajevo. Resnik ligger 687 meter över havet och antalet invånare är 585.
Terrängen runt Resnik är kuperad åt nordväst, men åt sydost är den bergig. Runt Resnik är det ganska tätbefolkat, med 93 invånare per kvadratkilometer.. Närmaste större samhälle är Sarajevo, 19,3 km öster om Resnik. 
Omgivningarna runt Resnik är en mosaik av jordbruksmark och naturlig växtlighet.